# Oospila multiplagiata
Oospila multiplagiata là một loài bướm đêm trong họ Geometridae.